# Rosa Asmundsen
Rosa Asmundsen, född 1846, död 1911, var en norsk skådespelare. Hon var engagerad vid Christiania Theater och Folketeatret och turnerade i Norge och Sverige.